# Janet Kigusiuq
 (avril 2025).
 (avril 2025).
La mise en forme du texte ne suit pas les recommandations de Wikipédia : il faut le « wikifier ».
Les points d'amélioration suivants sont les cas les plus fréquents :
- Les titres sont pré-formatés par le logiciel. Ils ne sont ni en capitales, ni en gras.
- Le texte ne doit pas être écrit en capitales (les noms de famille non plus), ni en gras, ni en italique, ni en « petit »…
- Le gras n'est utilisé que pour surligner le titre de l'article dans l'introduction, une seule fois.
- L'italique est rarement utilisé : mots en langue étrangère, titres d'œuvres, noms de bateaux, etc.
- Les citations ne sont pas en italique mais en corps de texte normal. Elles sont entourées par des guillemets français : « et ».
- Les listes à puces sont à éviter, des paragraphes rédigés étant largement préférés. Les tableaux sont à réserver à la présentation de données structurées (résultats, etc.).
- Les appels de note de bas de page (petits chiffres en exposant, introduits par l'outil «  Source ») sont à placer entre la fin de phrase et le point final[comme ça].
- Les liens internes (vers d'autres articles de Wikipédia) sont à choisir avec parcimonie. Créez des liens vers des articles approfondissant le sujet. Les termes génériques sans rapport avec le sujet sont à éviter, ainsi que les répétitions de liens vers un même terme.
- Les liens externes sont à placer uniquement dans une section « Liens externes », à la fin de l'article. Ces liens sont à choisir avec parcimonie suivant les règles définies. Si un lien sert de source à l'article, son insertion dans le texte est à faire par les notes de bas de page.
- La présentation des références doit suivre les conventions bibliographiques. Il est recommandé d'utiliser les modèles {{Ouvrage}}, {{Chapitre}}, {{Article}}, {{Lien web}} et/ou {{Bibliographie}}. Le mode d'édition visuel peut mettre en forme automatiquement les références.
- Insérer une infobox (cadre d'informations à droite) n'est pas obligatoire pour parachever la mise en page.

Pour une aide détaillée, merci de consulter Aide:Wikification.
Si vous pensez que ces points ont été résolus, vous pouvez retirer ce bandeau et améliorer la mise en forme d'un autre article.
 (avril 2025).
Janet Kigusiuq Uqayuittuq (1926 – 27 février 2005) également connue sous le nom de Janet Kigusiuk, était une artiste polyvalente Inuite renommée pour son approche originale de l’art inuit contemporain. Originaire de Qamani’tuaq (Baker Lake), au Nunavut, ses créations incluent le dessin, la gravure, le textile et les collages, reflétant profondément les traditions, les mythes et la vie des campements inuits,.

## Biographie
Janet est née en 1926 dans le camp de Putuksooknini près du lac Garry dans les Territoires du Nord-Ouest maintenant le Nunavut. Sa mère était l’artiste renommée Jessie Oonark, et elle était mariée à Mark Uqaayuituu, qui était le fils de Luke Anguhadluḳ. Une artiste fait longtemps parler d'elle sur la scène artistique canadienne grâce à son talent incroyable. Elle a tragiquement perdu la vie le 27 février 2005 à Baker Lake, au Nunavut, nous laissant un héritage artistique remarquable qui perdure encore aujourd'hui,.

## Carrière artistique
Janet a exploré diverses techniques artistiques, allant du dessin à la gravure sur pierre, en passant par les textiles et les collages. Elle a été particulièrement influente dans la représentation des traditions orales et de la vie quotidienne inuite à travers son art. Son art reflète un profond respect pour la nature et une volonté de transmettre des histoires et des mythes ancestraux. Ce qui donne accès aux expériences et aux coutumes de son peuple.

## Expositions Majeures
1. Galerie d'art de l'Ontario (2019) - A présenté les œuvres de Janet Kigusiuq dans le cadre d'expositions plus larges sur l'art inuit[7].
2. Winnipeg Art Gallery (1996.) - Connu pour sa collection complète et ses expositions d'art inuit, incluant des œuvres de Janet Kigusiuq[8].
3. Feheley Fine Arts (Toronto)  - Cette galerie expose et commercialise souvent de l'art inuit et a probablement présenté ses œuvres lors d'expositions solo ou de groupe[9].
4. Le Musée national des beaux-arts du Québec - La présence de ses œuvres dans cette institution témoigne l'importance de son héritage dans le patrimoine culturel canadien.

## Oeuvres majeures
- Red Lake with Rocks : Cette œuvre est un collage qui utilise des formes audacieuses et des couleurs vives pour représenter un paysage inuit[1]. Elle évoque le paysage arctique avec une sensibilité qui traduit à la fois la beauté brute et l'intensité des environnements inuits.
- The Family Migration : Elle avait plusieurs version de cette ouvre d'arts qui est une des plus populaires de Janet. Cette ouvre d'art représente la façon traditionnel de la migration d'une famille inuite[10]. Cette oeuvre est aussi réputée pour être l'une de ses œuvres les plus populaires.

## References
1. 1 2 3 4  (en) Inuit Art Foundation, « Janet Kigusiuq | IAQ Profiles », sur Inuit Art Foundation (consulté le 6 mars 2025)
2. ↑  (en) « Janet Keegooseot Kigusiuq | 118 Artworks at Auction | MutualArt », sur www.mutualart.com (consulté le 7 avril 2025)
3. ↑  (en) « Tradition's New Line », sur The Georgia Straight, 5 août 2004 (consulté le 7 avril 2025)
4. ↑  (en-CA) « Janet Kigusiuq | Biographies », sur nac-cna.ca (consulté le 6 mars 2025)
5. ↑  (en-US) « Janet Kigusiuq at Textile Museum of Canada », sur Toronto Biennial of Art (consulté le 6 mars 2025)
6. ↑  (en-CA) « ᔭᓇ ᑭᒍᓯᐊ Janet Kigusiuq – CCCA Canadian Art Database » (consulté le 7 avril 2025)
7. ↑  (en) « Janet Kigusiuq », sur Art Gallery of Ontario (consulté le 6 mars 2025)
8. ↑  (en-CA) « Inuit Sanaugangit » WAG », sur WAG (consulté le 6 mars 2025)
9. ↑  (en-US) « Buy and sale artwork by Janet Kigusiuq Canadian Inuit Artist », sur Feheley Fine Arts - Inuit Art Gallery (consulté le 6 mars 2025)
10. ↑  (en) « Untitled (Family Migration), 2002 - pencil drawing - drawn by Janet Kigusiuq in 2002 », sur Canadian Art Value (consulté le 6 mars 2025)